# Birger Fogelberg
Fritz Emil Birger Fogelberg, född 10 december 1860 i Hudene församling, Älvsborgs län, död 28 april 1944 i Engelbrekts församling, Stockholms stad, var en svensk industriman.
Efter att 1902 ha startat Tekniska fabriken Nordstjernan i Söderhamn var Fogelberg verkställande direktör för tvålfabriken Tekniska AB Flora (Florodol) i Gävle 1905–1931. Han var revisor vid Sveriges riksbanks avdelningskontor i Gävle 1911–1918, styrelseledamot i Gävleborgs läns sparbank 1915–1929, ordförande i styrelsen för Gävleborgs Tryckeri AB, fullmäktig för Gävle handelskammare 1914, styrelseledamot i Gävle köpmannaförening 1912–1927 och fullmäktig i Gävle fabriksförening 1911. Han var ledamot av stadsfullmäktige i Söderhamns stad 1902–1905 och i Gävle stad 1912–1915.
Fogelberg utgav Några synpunkter till frågan om en sammanslagning inom den kem. tekn. industrien i Sverige (1913).